# Hailey Baldwin
Hailey Rhode Baldwin Bieber (nhũ danh Baldwin; sinh ngày 22 tháng 11 năm 1996) hay biết đến với nghệ danh Hailey Baldwin là người mẫu và ngôi sao truyền hình người Mỹ. Cô là con gái diễn viên Stephen Baldwin, cháu gái của diễn viên Alec Baldwin và là vợ của nam ca sĩ Justin Bieber.

## Cuộc đời và gia đình
Baldwin đã được sinh ra ở Tucson, Arizona, Mỹ, vào năm 1996, con gái của diễn viên Stephen Baldwin, em út của hội anh em Baldwin với nhà thiết kế đồ hộ Kennya Deodato Baldwin. Mẹ của Hailey là người Brazil gốc Ý và Bồ Đào Nha trong khi đó ba của cô lai Anh, Ireland, Scotland, Pháp và Đức. Ông của cô là nhạc sĩ Eumir Deodato

## Sự nghiệp

### Người mẫu
Công ty người mẫu New York Ford Models là nơi đầu tiên Hailey kí hợp đồng người mẫu. Cô đã xuất hiện trong các ấn phẩm: Tatler, LOVE, V và i-D. Hợp đồng chiến dịch quảng cáo đầu tiên của Hailey là với hãng French Connection vào mùa đông năm 2014. Vào tháng 10 năm 2014, Hailey trình diễn bộ sưu tập của Topshop phối hợp cùng với nhà thiết kế thời trang Sonia Rykiel, mở màn cho sự nghiệp catwalk của mình. Tháng 12/2014, cô tham gia buổi chụp hình cho ấn phẩm LOVE Magazine cùng với một video ngắn được thực hiện bởi nhiếp ảnh gia Daniel Jackson và sau đó được phát hành trên kênh Youtube của LOVE Magazine.
Tháng 1/2015, Hailey chụp hình cho Vogue Mỹ và Teen Vouge và tháng 3 cùng năm. Tháng 4, cô làm mẫu ảnh cho ảnh bìa đầu tiên trong sự nghiệp cho Tạp chí Jalouse cùng với nam người mẫu Lucky Blue Smith. Trong cùng tháng, cô cũng thực hiện hai ảnh bìa cho phiên bản Hà Lan của L'Officiel và phiên bản Mỹ của Tạp chí Wonderland cùng với phiên bản ảnh cho Miss Vouge và Tạp chí W. Vào tháng 7/2015, cô tham gia chiến dịch quảng cáo của Ralph Lauren cùng với ca sĩ người Úc Cody Simpson, và tháng 10 cô trình diễn cho show thời trang của Tommy Hilfiger và Philipp Plein. 
Vào tháng 1/2016, Hailey xuất hiện trong chiến dịch của Ralph Lauren và làm mẫu cho phiên bản Hàn Quốc của Vouge. Sau khi trình diễn cho Tommy Hilfiger vào tháng 2, Hailey tiếp tục trong chiến dịch quảng bá dịp Xuân/Hè cho Philipp Plein và Tommy Hilfiger. Cùng lúc đó, cô cũng làm mẫu cho Self Magazine và quay đoạn quảng cáo quần áo của H&M, cùng thời điểm với thời gian Coachella diễn ra. Tháng 3/2016, Hailey kí hợp đồng với IMG Models và làm mẫu cho bìa tạp chí Marie Claire, trao cho cô danh hiệu "Gương mặt mới".  Vào tháng 6 cùng năm, Hailey có dịp được trình diễn ở show thời trang của Moschino cùng với nhiều người mẫu có tiếng như Miranda Kerr, Alessandra Ambrosio, Jourdan Dunn và Chanel Iman, trong cùng tháng cô cũng ra mắt với tư cách là người mẫu chính cho chiến dịch quảng cáo của GUESS.
Cô xuất hiện trong chiến dịch quảng bá của hãng ủng UGG cùng với Rosie Hungtington-Whiteley. Cô cũng là gương mặt đại diện cho hãng quần áo limited của Karl Lagerfeld cho thị trường Bắc Mỹ tên "Love From Paris" cùng với người mẫu Joan Smalls. Cô cũng xuất hiện trong ấn phẩm của Glamour Magazine và Vouge Ý. Tháng 9, cô tham gia Tuần Lễ Thời Trang New York, trình diễn cho show của Tommy Hilfiger, Prabal Gurung, Jeremy Scott, Tory Burch và Matty Bovan. Sau đó cô bay tới London để mở màn cho tuần lễ thời trang của hãng Stradivarius. Cô cũng xuất hiện trong quảng cáo quần áo thể thao của Prabal Gurung. Ngay sau đó cô xuất hiện trong ấn phẩm mùa lễ hội của GUESS và Sass & bide của Úc. Vào tháng 11 cùng nam, cô là gương mặt ảnh bìa cho ấn phẩm Úc của tạp chí Harper's Bazaar và ấn phẩm Pháp của báo Elle.Vào năm 2017, Hailey lại tiếp tục là gương mặt ảnh bìa cho phiên bản tiếng Tây Ban Nha của Harper's Bazaar cùng với nam người mẫu Jon Kortajarena cùng với ấn phẩm thị trường Mỹ, Anh và Nhật Bản của tạp chí Elle.

### Hợp tác khác

#### Diễn xuất
Vào năm 2005 lúc chỉ mới 9 tuổi, cô đã xuất hiện cùng với gia đình của mình trong phim tài liệu Livin It: Unusual Suspects; sau đó cô xuất hiện trong show Saturday Night Live với vai trò cameo khách mời cùng với chú ruột Alec Balwin. Sau đó vào năm 2011, cô đóng vai "bạn gái" trong MV ca nhạc On My Mind của ca sĩ người Úc Cody Simpson, đây có thể được xem là thành tựu đầu tiên trong sự nghiệp của Hailey. Vài năm sau đó, năm 2016, cô đóng vai chính trong MV ca nhạc Love To Love You Baby của nam ca sĩ và người mẫu Baptiste Giabiconi, đây là bản cover lại bài hát về tình yêu đồng tính của Donna Summer được phát hành vào năm 1975.

#### Dẫn chương trình
Ngày 25 tháng 10 năm 2015, Hailey là người dẫn chương trình của lễ trao giải MTV Europe Awards được tổ chức ở Milan, Ý, cùng với siêu mẫu người Ý Bianca Balti và rapper người Anh Tinnie Tempa công bố người chiến thắng của giải MV xuất sắc nhất thuộc về rapper Macklemore và Ryan Lewis với bài hát "Downtown".
Ngày 19 tháng 6 năm 2017, cô cùng với Gigi Hadid giới thiệu màn biểu diễn live của Shawn Mendes thuộc khuôn khổ lễ trao giải âm nhạc iHeart Radio 2016 được diễn ra ở Toronto, Canada.
Từ ngày 2 tháng 5 năm 2015, cô cùng với rapper Method Man dẫn show truyền hình mới của TBS là Drop The Mic.

#### Thương hiệu cá nhân
Năm 2016, Hailey hợp tác với thương hiệu The Daily Edited ra mắt bộ sưu tập túi xách với tên gọi #TheHAILEYedited. Trong cùng năm đó, cô cũng hợp tác thương hiệu giày Public Desire với tên gọi #PDxHB.
Cùng một năm, cô cũng thông báo về việc sẽ tung ra dòng make up riêng của mình được sản xuất bởi thương hiệu ModelCo từ nước Úc.

## Cuộc sống cá nhân
Hailey vốn mong ước được trở thành nghệ sĩ múa ballet tuy nhiên cô phải từ bỏ do chấn thương chân.
Cô là người đạo Cơ đốc giáo và thường xuyên chia sẻ niềm tin tôn giáo của mình trên trang cá nhân.
Cô là một người mẫu nổi tiếng được nhiều người yêu thích bởi nét đẹp cá tính, mạnh mẽ và những bước catwalk chuyên nghiệp.
Hailey kết hôn ngày 13 tháng 9, 2018 với nam ca sĩ Justin Bieber